# José Dominguez (football)
Pour les articles homonymes, voir José Dominguez et Dominguez.
José Dominguez, de son nom complet José Manuel Martins Dominguez, est un footballeur portugais, reconverti entraîneur, né le 16 février 1974 à Lisbonne. Il évoluait au poste de milieu latéral.

## Biographie
José Dominguez est connu pour être l'un des plus petits joueurs à évoluer en Premier League.
Il participe aux Jeux olympiques de 1996 avec le Portugal. L'équipe se classe quatrième de la compétition.
International, il possède trois sélections en équipe du Portugal.

## Palmarès

### En club
Avec Birmingham City :
- Champion d'Angleterre D3 en 1995

Avec le Sporting Portugal :
- Vainqueur de la Supercoupe du Portugal en 1995

Avec Tottenham :
- Vainqueur de la Coupe de la Ligue anglaise en 1999